# Markus Schwoerer
Markus Schwoerer (Waiblingen, 9 de março de 1937) é um físico alemão.
Schwoerer estudou física no Instituto Federal de Tecnologia de Zurique e na Universidade de Stuttgart, onde obteve um doutorado em 1967. É desde 1975 professor de física experimental da Universidade de Bayreuth. Trabalha com a orgânica de corpos sólidos, por exemplo a eletroluminescência de polímeros.
De 1996 a 1998 foi presidente da Deutsche Physikalische Gesellschaft.

## Obras
- com Hans Christoph Wolf: Organische Molekulare Festkörper - Einführung in die Physik von {\displaystyle \pi }-Systemen, Wiley/VCH 2005 (em inglês: Organic molecular Solids, Wiley/VCH 2006), Review in Physik Journal 2005
- Organische Elektronik, in Werner Martienssen, Dieter Röß (Herausgeber) Physik im 21. Jahrhundert: Essays zum Stand der Physik, Springer Verlag 2011
- com Hans Christoph Wolf Flach, flexibel, organisch. Der Weg der organischen Elektronik von der Grundlagenforschung bis zur Anwendung, Physik Journal, Volume 7, 2008, Nr. 5, p. 29